# 坂丘のぼる
坂丘 のぼる（さかおか のぼる、1955年3月10日 - ）は、日本の漫画家。本名、鴨林 源史。宮崎県出身。
鳴島生に師事し、1976年『虹に向かって』（毎日小学生新聞）でデビュー。代表作に『ザ・ゴリラ』など。別ペンネームに「坂丘健之介」がある。
空手は全日本空手道連盟公認四段の腕前で、2009年6月に坂戸市にて松濤館空手道「鴨源塾」を開いている。

## 作品リスト

### 雑誌掲載・連載
- どんがら三銃士（小学一年生 1976年8月号 - 1977年8月号連載、小学二年生 1977年4月号 - 7月号連載）
- UFO戦士ダイアポロン（小学三年生 1976年9月号掲載）
- 合身戦隊メカンダーロボ（小学二年生 1977年5月号 - 9月号連載）
- 超電磁ロボ コン・バトラーV（小学二年生 1976年6月号 - 1977年4月号連載、小学三年生 1976年9月号）
- 超電磁マシーン ボルテスV（小学二年生 1977年10月号 - 1978年3月号連載 、テレビランド  1977年6月号 - 1978年3月号連載）
- 未来少年コナン（小学三年生 1978年4月号 - 1978年10月号連載）
- 科学忍者隊ガッチャマンII（小学二年生 1978年11月号 - 1979年3月号連載）
- 闘将ダイモス（テレビランド 1978年6月号 - 12月号連載）
- 恐竜探険隊ボーンフリー（小学三年生 1977年2月号掲載）
- ザ・ケンカ（別冊コロコロコミックスペシャル1号 1981年掲載）
- ザ・ゴリラ（月刊コロコロコミック 1979年10月号 - 1982年12月号連載）
- ザ☆ウルトラマン （月刊コロコロコミック 1979年4月増刊号、小学六年生 1979年7月号付録「小六TVコミック」掲載）
- ウルトラマン怪獣大決戦（月刊コロコロコミック 1979年8月号掲載）
- ウルトラ兄弟物語（小学二年生 1979年4月号 - 1980年3月号連載）
- ウルトラマン80（小学二年生 1980年5月号 - 1981年3月号連載）
- 噂の刑事トミーとマツ（小学六年生 1980年12月号付録「小六TVコミック」掲載）
- 戦え!ウルトラ兄弟（小学二年生 1981年4月号 - 1982年3月号連載）
- 戦え!ウルトラ戦士（小学二年生 1982年4月号 - 1982年10月号連載）
- 超時空要塞マクロス（小学二年生 1982年11月号 - 1983年3月号連載）
- ふしぎたんてい影山幻太シリーズ（小学三年生 1983年4月号 - 12月号連載）
- アポロ蛮（小学五年生 1983年4月号 - 1984年3月号連載）
- アポロQ（小学五年生 1984年4月号 - 9月号連載）
- 戦え!タイガー仮面（小学二年生 1984年10月号 - 1985年3月号連載）
- RCファイトケジメ（フレッシュジャンプ 1985年2月号 - 6月号連載）※坂丘健之介名義
- テレコマ戦士どんぶりマン（小学五年生 1985年7月号 - 11月号連載）
- ファミコンボーイ撃太（小学三年生 1986年2月号 - 3月号、小学四年生 1986年4月号 - 1988年2月号連載）
- シュワルツェネッガーのトータル・リコール（小学六年生 1990年12月号掲載）
- 空手のタマゴ 黒帯への道（月刊空手道）
- MAGIC（月刊空手道マガジンJKFan 2010年7月号 - 2018年6月号連載）※鴨林源史名義
- あしたへチャレンジ（JKJOマガジン「オス!カラテ!」 2014年春号 - 連載中）※鴨林源史名義
- がじゅまる（フルコンタクトKARATEマガジン 2016年4月号 - 2017年1月号連載、2017年10月号・2018年3月号掲載）※鴨林源史名義
- MAGIC II（月刊空手道マガジンJKFan 2018年7月号 - 連載中）※鴨林源史名義

### 書籍・ムック
- 好き嫌いはイメージできまる―計量心理学の考え方（1987年12月1日、リキトミコミックス・マンガ心理学入門シリーズ） ISBN 978-4897766034
- 企業コミック 野村證券（1988年5月1日、世界文化社） ISBN 978-4418881093
- マンガ よくわかる刑法おもしろ事典（1988年6月1日、主婦と生活社・21世紀コミックス） ISBN 978-4391110920
- マンガ 取締役会―株主の権利から社長の権限まで（1988年7月1日、ゴマコミックス） ISBN 978-4341050085
- 企業コミック 住友生命（1988年12月1日、世界文化社） ISBN 978-4418881161
- コミック版 快適オートキャンプ術（1991年5月1日、徳間書店） ISBN 978-4194445618
- 月下の拳―武侠活劇絵巻（2000年11月1日、福昌堂） ISBN 978-4892247644
- 8マンの不思議（2002年10月10日、JTBパブリッシング、斉藤楠卜・著） ISBN 9784533044786
  - 「ぼくの8マン」提供
- マンガでわかる!芦原カラテ 実戦サバキ入門（2008年6月18日、SJセレクトムック） ISBN 978-4789961745
- Sonny Leads: A Japanese Karate Adventure（2014年7月4日、Japanime Co. Ltd.） ISBN 978-4921205348